# Indjikovo
Indjikovo ou Indžikovo (en macédonien Инџиково) est un village situé à Gazi Baba, une des dix municipalités spéciales qui constituent la ville de Skopje, capitale de la Macédoine du Nord. Le village comptait 3343 habitants en 2002. Il se trouve à l'extrémité orientale de l'agglomération de Skopje, en prolongement du quartier de Madjari.

## Démographie
Lors du recensement de 2002, le village comptait :
- Macédoniens : 2 567
- Albanais : 553
- Serbes : 62
- Roms : 62
- Bosniaques : 23
- Valaques : 17
- Turcs : 2
- Autres : 57